# Grammy Award du meilleur album de polka
Le Grammy Award du meilleur album de polka (Best Polka Album) est une ancienne récompense décernée lors des cérémonies annuelles des Grammy Awards décernée à l'album de polka de l'année.

## Lauréats
| Année | Artiste     | Album                    |
| ----- | ----------- | ------------------------ |
| 1996  | Jimmy Sturr | I Love To Polka          |
| 1997  | Jimmy Sturr | Polka! All Night Long    |
| 1998  | Jimmy Sturr | Living On Polka Time     |
| 1999  | Jimmy Sturr | Dance With Me            |
| 2000  |             |                          |
| 2001  | Jimmy Sturr | Touched By A Polka       |
| 2002  | Jimmy Sturr | Gone Polka               |
| 2003  | Jimmy Sturr | Top Of The World         |
| 2004  | Jimmy Sturr | Let's Polka 'Round       |
| 2005  |             |                          |
| 2006  | Jimmy Sturr | Shake, Rattle And Polka! |
| 2007  | Jimmy Sturr | Polka In Paradise        |
| 2008  | Jimmy Sturr | Come Share The Wine      |